# RTCN Ryki

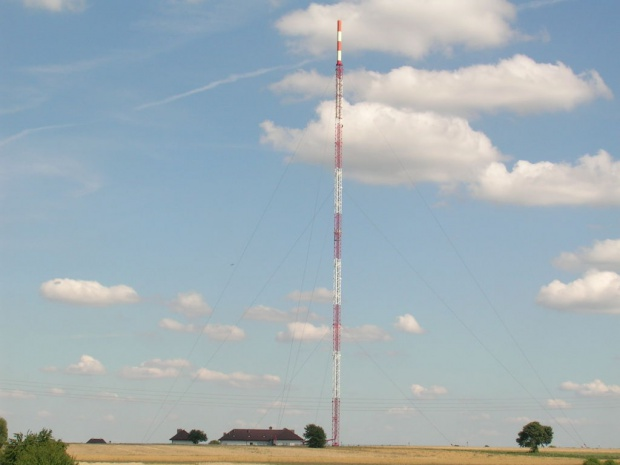

Radiowo-Telewizyjne Centrum Nadawcze Ryki – obiekt o wysokości 215 m (stalowy maszt o wys. 200 m, z anteną o wys. 15 m) wzniesiony w 2000 roku przez Mostostal Zabrze, usytuowany przy ul. Janiszewskiej w Rykach. Jego przeznaczeniem jest przede wszystkim emisja sygnału radiowego i telewizyjnego na terenie północno-zachodniej Lubelszczyzny oraz południowo-wschodnich krańców woj. mazowieckiego. Mimo że moce nadajników umieszczonych na tym obiekcie nie są duże, sygnał rozchodzi się daleko ze względu na wysokość masztu i jego dobrą lokalizację.

## Parametry[1]
- Wysokość posadowienia podpory anteny: 163 m n.p.m.
- Wysokość zawieszenia systemów antenowych: Radio: 174, TV: 190, 200, 202 m n.p.t.

## Transmitowane programy

### Programy telewizyjne już nie nadawane
Programy telewizji analogowej zostały wyłączone 17 czerwca 2013 r.
| LP | Program             | Właściciel                               | Częstotliwość | Kanał | Moc nadajnika | Polaryzacja |
| -- | ------------------- | ---------------------------------------- | ------------- | ----- | ------------- | ----------- |
| 1  | TVP1                | Telewizja Polska S.A.                    | 503,25 MHz    | 25    | 200 kW        | pozioma     |
| 2  | TVP Info/TVP Lublin | Telewizja Polska S.A. Oddział w Lublinie | 623,25 MHz    | 40    | 6,4 kW        | pozioma     |
| 3  | TVP2                | Telewizja Polska S.A.                    | 639,25 MHz    | 42    | 200 kW        | pozioma     |
| 4  | Polsat              | Telewizja Polsat Sp. z o.o.              | 775,25 MHz    | 59    | 200 kW        | pozioma     |

### Programy radiowe
| LP | Program                  | Właściciel                                                           | Częstotliwość | Moc nadajnika | Polaryzacja |
| -- | ------------------------ | -------------------------------------------------------------------- | ------------- | ------------- | ----------- |
| 1  | Polskie Radio Program II | Polskie Radio S.A.                                                   | 88,7 MHz      | 10 kW         | pozioma     |
| 2  | Radio Zet                | Radio ZET Sp. z o.o.                                                 | 91,6 MHz      | 10 kW         | pozioma     |
| 3  | RMF FM                   | Radio Muzyka Fakty Sp. z o.o.                                        | 93,6 MHz      | 0,5 kW        | pozioma     |
| 4  | Polskie Radio Lublin     | Polskie Radio - Regionalna Rozgłośnia w Lublinie "Radio Lublin" S.A. | 103,1 MHz     | 10 kW         | pozioma     |
| 5  | Polskie Radio Program I  | Polskie Radio S.A.                                                   | 105,1 MHz     | 10 kW         | pozioma     |
| 6  | Radio Maryja             | Prowincja Warszawska Zgromadzenia O.O. Redemptorystów                | 107,9 MHz     | 10 kW         | pozioma     |

## Programy telewizyjne - cyfrowe
| Nazwa multipleksu | Częstotliwość (MHz) | Kanał | Moc (kW) | Polaryzacja | Charakterystyka promieniowania | Standard nadawania | Kompresja | Data uruchomienia nadajnika |
| ----------------- | ------------------- | ----- | -------- | ----------- | ------------------------------ | ------------------ | --------- | --------------------------- |
| MUX 1             | 482 MHz             | 22    | 20 kW    | pozioma (H) | dookólna (ND)                  | DVB-T2             | HEVC      | 8 maja 2012                 |
| MUX 2             | 658 MHz             | 44    | 20 kW    | pozioma (H) | dookólna (ND)                  | DVB-T2             | HEVC      | 8 lipca 2011                |
| MUX 3 (Lublin)    | 570 MHz             | 33    | 25 kW    | pozioma (H) | dookólna (ND)                  | DVB-T              | MPEG-4    | 17 czerwca 2013             |
| MUX 3 (Warszawa)  | 626 MHz             | 40    | 8 kW     | pozioma (H) | kierunkowa (D)                 | DVB-T              | MPEG-4    | 28 kwietnia 2014            |
| MUX 4             | 562 MHz             | 32    | 20 kW    | pozioma (H) | dookólna (ND)                  | DVB-T2             | HEVC      | 31 sierpnia 2021            |
| MUX 6             | 498 MHz             | 24    | 20 kW    | pozioma (H) | dookólna (ND)                  | DVB-T2             | HEVC      | 29 kwietnia 2021            |
| MUX 8             | 191,5 MHz           | 7     | 8 kW     | pionowa (V) | kierunkowa (D)                 | DVB-T              | MPEG-4    | 28 października 2016        |